# Distretto di Žabinka
Il distretto di Žabinka (in bielorusso Жабінкаўскі раён?) è un distretto (rajon) della Bielorussia appartenente alla regione di Brėst.